# 안드라스테
안드라스테(Andraste)는 고대 브리튼섬의 켈트족 부족인 이케니에서 믿은 전쟁의 여신이다. 디오 카시우스의 기록에 따르면 여왕 부디카가 반로마 봉기를 일으키면서 안드라스테 여신에게 제사를 지냈다고 한다. 디오 카시우스는 안드라스테를 “그들 말로 빅토리아를 부르는 이름”이라고 기록했다. 